# Історія міста Бернсайд

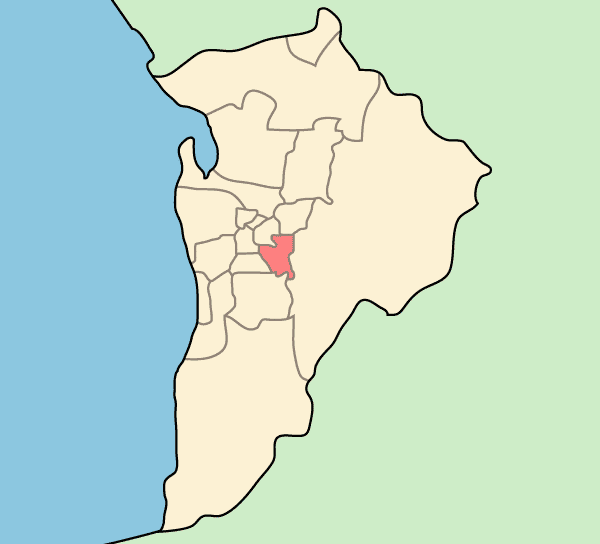
Розташування Бернсайду в Аделаїді

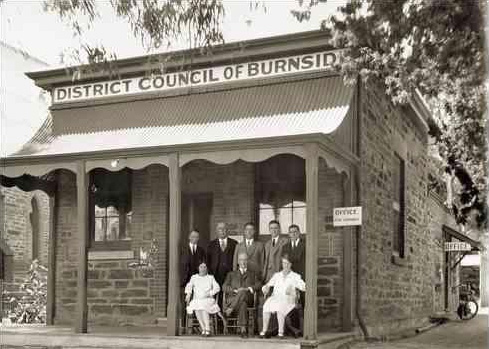
Старі палати окружної ради Бернсайд у 1928 році (побудовано у 1869 році)

Історія Бернсайду, місцевого району в Австралії в столичному районі Аделаїди, охоплює три століття. До заселення європейцями Бернсайд був населений Людьми Каурна, які жили навколо струмків річки Торренс взимку та на пагорбах Аделаїди влітку.
Незабаром після Британської колонізації Південної Австралії в 1836 році поселенці почали купувати власність у передгір'ях, що лежать на схід від міста Аделаїда. Село Мегілл поділене в 1838 році. Шотландець на ім'я Пітер Андерсон, який зі своєю сім'єю був першим офіційним поселенцем у районі, який тепер відомий як передмістя Бернсайду, у 1839 році, назвав цей район на честь розташування своєї власності поруч із Секонд-Крік (шотландською мовою «Берн» означає струмок або струмок). Незабаром після цього було засновано село Бернсайд, а районна рада була опублікована в 1856 році. Основами ранньої економіки Бернсайду були виноградарство, гірнича справа та оливкові гаї. Глен Осмонд міг похвалитися значними покладами корисних копалин, а виноградники були створені в Мегіллі та Стонніфеллі.
Нинішні зали ради були побудовані в 1926 році в Тасморі; Рада стала муніципалітетом у 1935 році. Завдяки швидкому зростанню та розвитку в усьому регіоні, Бернсайд був проголошений містом у 1943 році. 1960-ті роки принесли в Бернсайд громадську бібліотеку та плавальний центр; обидва були додатково розширені та модернізовані між 1997 і 2001 роками.

## Ранні села
Село Кенсінгтон було засноване в травні 1839 року, лише через 29 місяців після заснування Південної Австралії. Село було переважно сільськогосподарським і було тісно пов'язане з сусіднім селом Норвуд. Ці два села утворили один із перших муніципалітетів Аделаїди в 1853 році як корпоративне місто Кенсінгтон і Норвуд, який перетворився на сучасне місто Пейтхем-Пітерс. Село Макгілл (пізніше Мегілл) було спочатку засноване як 524 акри (2,1 км2) Маєток Макгілл, що належить двом шотландцям — Роберту Коку та Вільяму Фергюсону, — які зустрілися на борту «Буффало» по дорозі до новоствореної колонії. Він був названий на честь довіреної особи місіс Кок, Девіда Макгілла. Фергюсон, якому було доручено обробляти маєток, побудував садибу в 1838 році Невдовзі після початку фермерства у обох не вистачало коштів, і, отже, у Мегілла  стало першим передгірським селом, яке було поділено. Село Гленд Осмонд було тісно пов'язане з відкриттям срібла та свинцю на схилах гори Осмонд двома корнуолльськими іммігрантами. Відкриття ними корисних копалин забезпечило колонії цінний прибуток від експорту в той час, коли рання економіка Південної Австралії ще не була сформована та зазнавала банкрутства.

## Створення районних рад
Села в тому, що мало стати окружною радою Бернсайда, спочатку входили до районної ради Східного Торренсу, яка охоплювала 159 км2 (61 миля2). Східний Торренс межує з річкою Торренс на півночі, Аделаїдськими пагорбами на сході, шосе Аделаїда-Краферс на півдні та Аделаїда парклендс на заході. Окружна рада Східного-Торренса була проголошена 26 травня 1853 року губернатором Генрі Янгом відповідно до положень Закону про окружні ради 1852 року. Губернатор призначив п'ятьох інавгураційних радників відповідно до вимог Закону: доктора Девіда Варка, Джеймса Кобледіка, Чарльза Бонні, Деніела Фергюсона та Джорджа Мюллера. Бонні, окрім того, що був радником, був уповноваженим колонії з коронних земель. Члени ради вперше зібралися в готелі World's End Hotel у Магілл 12 червня 1853 року. Було введено в дію початкові плани щодо першого обстеження та оцінки території ради та збору ліцензійних зборів і податків, як це передбачено Законом про ради. 

## 1860—1900 рр.
Значну частину історії Бернсайда спостерігали та задокументували установи, які залишаються важливою частиною життя його мешканців: школа та церква. Перша школа, відкрита в цьому районі, була в Магіллі в 1846 році, передуючи правильній загальнодержавній системі освіти. Магільська початкова школа була розширена в листопаді 1855 року, коли навчалося 38 хлопчиків і 29 дівчаток; читання, письма, арифметики, граматики, географії, історії, малювання та співу їх навчав єдиний учитель. До 1865 року вчителів було двоє. Початкова школа Глена Осмонда була заснована в жовтні 1858 року перед Інститутом Глена Осмонда, центром громадських дебатів і навчання. Початкова школа Бернсайду була побудована в 1872 році на заміну невеликого приватного закладу. Ці початкові школи, за відсутності відповідних бібліотек і подібних установ, отримували великі колекції книг і творів від жителів міста. Мешканці також використовували можливості шкіл для частих і гарячих дебатів про майбутнє держави та регіону, і ці дискусії часто збирали великі натовпи. Однак, навіть з таким інтелектуальним духом, доросле населення все ще було відносно невигідним у сфері освіти. Потяг до навчання тривав, поки Англо-бурська війна не зробила більшого акценту на фізичній активності та заслугах у суспільстві. Дещо дивно, але цей розвиток наукової діяльності не був відтворений у традиційному центрі Бернсайда поблизу Тусмора, де розташовані нинішні палати ради, громадський центр і бібліотека.
До 1871 року Бернсайд значно виріс; тепер це була суміш сіл із скромним населенням у 1557 осіб. Для порівняння, Кенсінгтон-Норвуд, хоч і менший за територією, зріс до 5132 осіб. Глен Осмонд, який все ще страждає від величезного зростання після розширення видобутку, був найбільшим населеним центром з 343 жителями. Районна рада також побудувала свої перші палати ради в грудні 1869 року, нарешті уклавши угоду про випадкові зустрічі. Парксайдська лікарня (тепер Гленсайд), психіатрична лікарня, була побудована в 1866 році замість переповненої будівлі в Аделаїда Парклендс. Побудований на чудово доглянутій території та з вишуканим фасадом, він був ранньою пам'яткою архітектури Бернсайду. У 1881 році Томас Купер почав варити перше в Південній Австралії фірмове пиво «Coopers» у Лібруку. У цю епоху Стоніфелл також пережив економічне розширення; її великий кар'єр змінив власника в 1867 році, Стоніфелл Olive Co була заснована в 1873 році Кінець 19 століття був значним періодом розвитку Бернсайда. Однак цей розвиток був раптово припинений в останнє десятиліття, у 1890-х роках, коли депресія застрягла в економіці Австралазії після десятиліть безрозсудної експансії, сильно вдаривши по Бернсайду.

## Початок ХХ століття

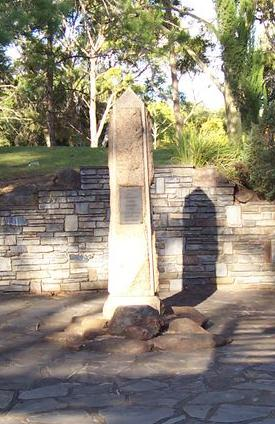
Меморіальний обеліск на честь полеглих у Першій світовій війні Бернсайда, розташований у парку Хейзелвуд

На рубежі 20-го століття Бернсайд став більш урбанізованим. Загони все ще були розкидані по всій території, але села невпинно зростали. Турак-Гарденс, Далвіч та інші прилеглі до міста села були опубліковані в офіційних газетах і відкриті для поселень, а тепер рекламуються як передмістя, відходячи від попередніх часів. На 1920 рік у районній Раді проживало 17 тис. жителів, які проживали в 4 тис. будинків. Десять відсотків бюджету в 60 000 фунтів стерлінгів складалися з платежів комерційних підприємств, а решта складалася з комісій платників. Уряд Південної Австралії прийняв більше законів щодо місцевого самоврядування, зокрема Закон про містобудування 1920 року та Закон про будівництво 1923 року. Вони покладали більше відповідальності на ради, але в разі потреби; Аделаїда поступово розширювалася. Члени ради Бернсайда порадили уряду штату придбати і управляти розважальними курортами; за цією порадою було відкрито кіоск у водоспаді Галлі та створено заповідний парк Моріальта. Газети Аделаїди поставилися до Бернсайда з високою повагою у відповідь на його ретельно розроблені схеми озеленення та посадки дерев. Рада зберігала старі дерева і висаджувала близько 500 дерев на рік. Радника Бернсайда, HES Melbourne, обожнювали в цей період; він витратив власні гроші на придбання резервів і землі для жителів через брак коштів під час Великої депресії. Він керував скромними, але розумними бюджетами та стежив за посадкою дерев і листя, щоб прикрасити місто. Гордон Аллен, місцевий житель, який змінив Мельбурн на посаді радника, так описав Мельбурн: «Жодна рада ніколи не мала кращої людини». Мельбурн також керував будівництвом поля для гольфу Mount Osmond, але його бачення будівництва "Сільський клуб"так і не було реалізовано.

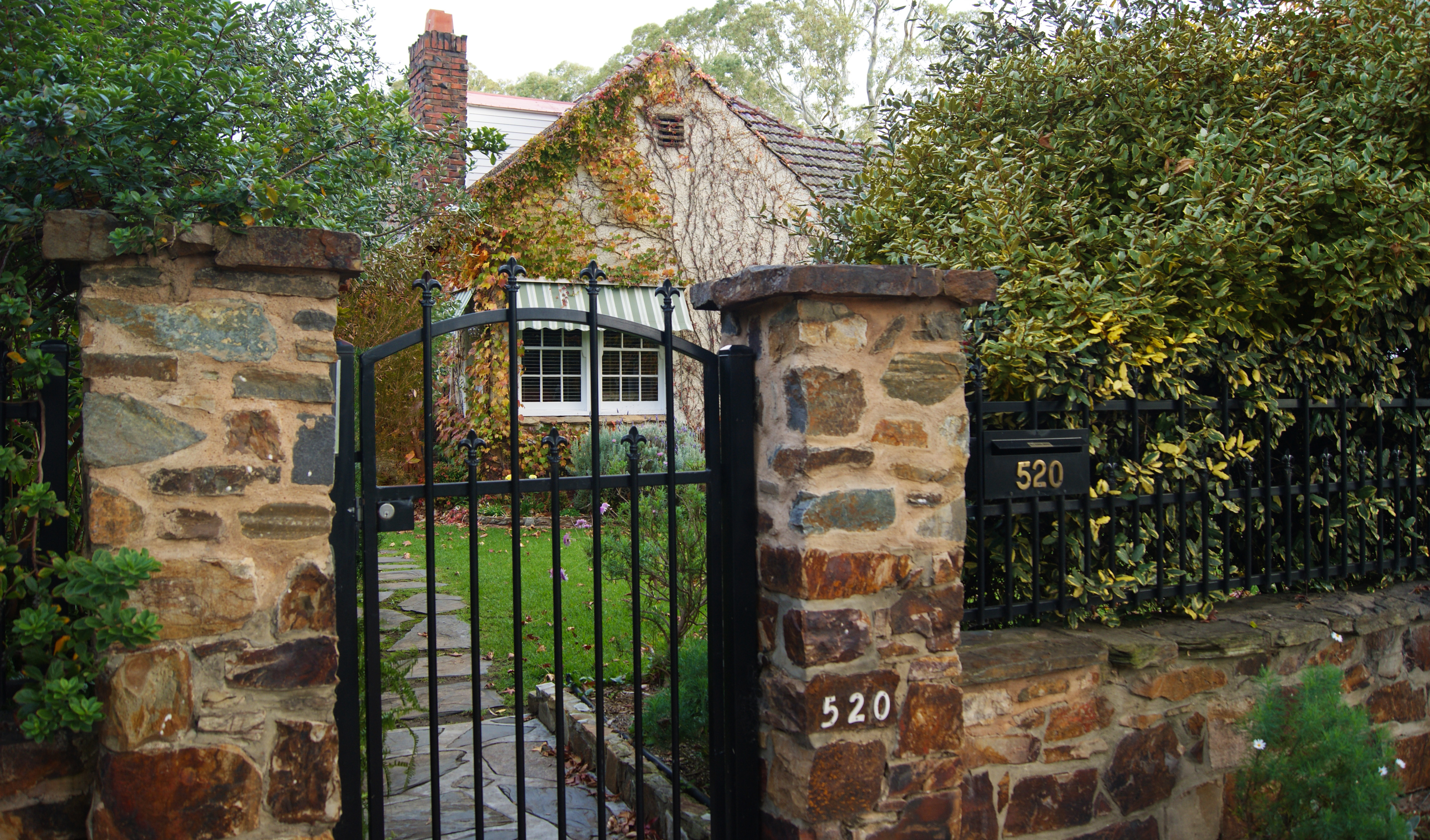
Огороджений післявоєнний будинок у Бернсайді

Обмеження забудови, що передували зоні схилу пагорбів, були встановлені в 1920-х роках; рада була зобов'язана дотримуватися суворих вказівок. У 1928 році на розі вулиць Грінхілл і Портраш -роуд було побудовано нові величні палати Ради; вони все ще використовуються сьогодні. Повінь спустошила Водоспад Галлі в 1931 році Бернсайд продовжував рости; у 1935 році окружна рада Бернсайда стала муніципалітетом Бернсайда. До 1941 року лише 401 акр (1,6 км2) залишилися в обробці. 

## Після війни до 1970-х років
У 1945 році велика частина території, яка утворювала Клелендський заповідник (розширений і оновлений до Клелендського національного парку в листопаді 2021 року), була придбана урядом штату, значною мірою завдяки лобістським зусиллям професора сера Джона Клеленда. Більшу частину цієї землі, включно з районом водоспаду Галлі, згодом об'єднали в 1963 році, щоб створити парк, який простягається на схід у гори до вершини гори Лофті та на північ до Грінхілл-роуд. У 1943 році муніципалітет Бернсайд був проголошений містом Бернсайд.

Багато синів Бернсайда воювали у світових війнах I і II; після повернення вони були вшановані меморіалами, і, зокрема, назвою першої громадської лікарні Бернсайда. Військово-меморіальний госпіталь Бернсайд був відкритий у квітні 1949 року в Toorak Gardens, побудованому в будинку, подарованому місцевим жителем Отто ван Рейбеном. Сучасну назву було прийнято в 1956 році. Меморіали загиблим можна знайти по всьому Бернсайду; в Hazelwood Park навпроти плавального центру, в школах і церквах, в заповідниках. Як і більшість жителів Австралії, Бернсайд дотримувався фрази " Щоб не забути ", яка прикрашена багатьма меморіалами, встановленими громадою. У Роуз-парку на Александра-авеню є великий пам'ятник і статуя солдата Австралійської імперії з табличкою з написом: "Пам'яті загиблих: Друга світова війна, Корея, В'єтнам ". Після прибуття додому військовослужбовці створили кілька клубів Ліги повернених військ у місті Бернсайд.
Коли Австралія святкувала Золотий ювілей Федерації Австралії в 1951 році, жителі Бернсайда приєдналися до святкування, а в 1956 році відзначили сторіччя свого власного міста. Післявоєнний економічний та бебі-бум під час уряду Плейфорда призвів до того, що Бернсайд зростав вражаючими темпами; з населення 27 942 у 1947 році воно зросло до 38 768 у 1961 році Коли передмістя знищували загони, що залишилися, у 1953 році було побудовано громадський бальний зал, у 1965 році — Олімпійська трибуна; обидва в Кенсінгтон-парку. У 1963 році на східних кордонах Бернсайда було засновано заповідник Клеленд.
Дорожня система Бернсайда була повністю бітумована протягом 1960-х і 1970-х років завдяки державним програмам дорожніх робіт. Також були розроблені плани заміни звивистої та небезпечної дороги Маунт-Баркер. Однією з цих пропозицій було шосе Бернсайд-Краферс, яке було рішуче підтримано радою; він передбачав виїзд з Грінхілл-роуд після досягнення парку Хейзелвуд. Потім він повинен був пройти через Hazelwood Park і Beaumont, обертатися навколо пагорбів Waterfall Gully, а потім переїхати через Eagle on Hill, щоб зустрітися з Crafers. Рада Бернсайда доклала багато зусиль у цю пропозицію, розширивши Лінден-авеню (яка тягнеться з північного заходу на південний схід) у рамках підготовки до шосе. Зрештою пропозицію було відхилено на користь модернізації Маунт-Баркер-роуд, а Лінден-авеню залишилася величезною незнайомою дорогою, що пролягала через спокійне передмістя.[джерело?]

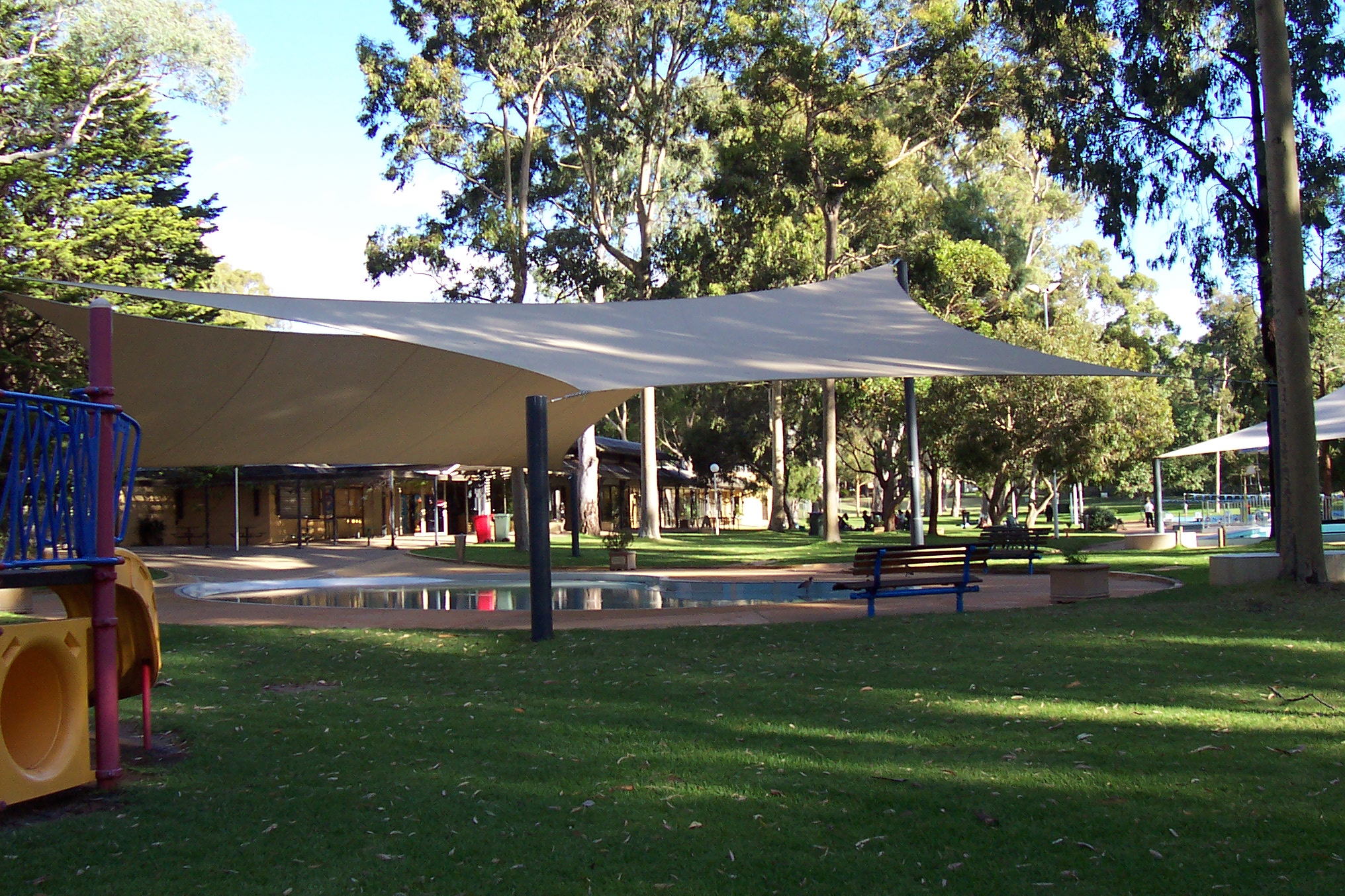
Плавальний центр у парку Хейзелвуд

Бернсайд отримав публічну бібліотеку з колекцією 7800 книг у 1961 році після того, як це було вперше запропоновано в лютому 1959 року; витрати на створення бібліотеки для мешканців були доступнішими після прийняття Закону про бібліотеки 1955 року. Бернсайдський плавальний центр відкритий у 1966 році; плавальний центр був улюбленим проектом тодішнього мера Джорджа Болтона, який мав грандіозне бачення того, чим він хотів, щоб став Хейзелвуд-парк, де мав бути розташований центр. У 1964 році, коли ця ідея була вперше оприлюднена, Болтон зустрів безпрецедентний опір громадськості. Значна частина літнього населення Бернсайду (15 %) була категорично проти цієї ідеї, припускаючи, що наплив порушників порядку та шум навряд чи варті зусиль. Вартість була оцінена в £75 000 (£ 1,620,000 станом на 2022). У той час як архітектори змирилися з масштабами пропонованої забудови, а ряд жителів обурювалися, газети Аделаїди мали м'яч; Карикатуристи протягом 1964 року витрачали багато своїх щоденних карикатур на висвітлення катастрофи. У зв'язку з невдалим опитуванням, яке вирішило долю ідеї, 24 березня газета Sunday Mail опублікувала заголовок «Бернсайд каже НІ басейну». Мер Болтон не був розчарований результатом; він просував свою ідею і оголосив про нові плани в грудні. Після потужної громадської кампанії та незначних змін до проекту опитування в лютому 1965 року рішуче проголосували за цю ідею. Мер виграв свою битву, і після відкриття на його честь назвали плавальний центр Джорджа Болтона.
У 1967 році Бернсайдська рада вирішила поставити амбітну мету: на кожну 1000 населення потрібно було відвести п'ять гектарів заповідників. Щоб досягти цього, рада придбала Парк Хазелвуд в уряду штату, контроль над Бомонтом Коммон було отримано за допомогою поправки 1973 року до Закону про місцеве самоврядування, а частини гори Осмонд були отримані від Департаменту автомобільних доріг. Перш ніж перейти у власність ради, Hazelwood Park мав бути розділений за ініціативою уряду. Коли рада почула про це, було подано пропозиції про прийняття права власності, і акт було передано в 1964 році. Раді вдалося це зробити лише після обговорення з прем'єр-міністром Томасом Плейфордом IV.

## 1980—2010 роки

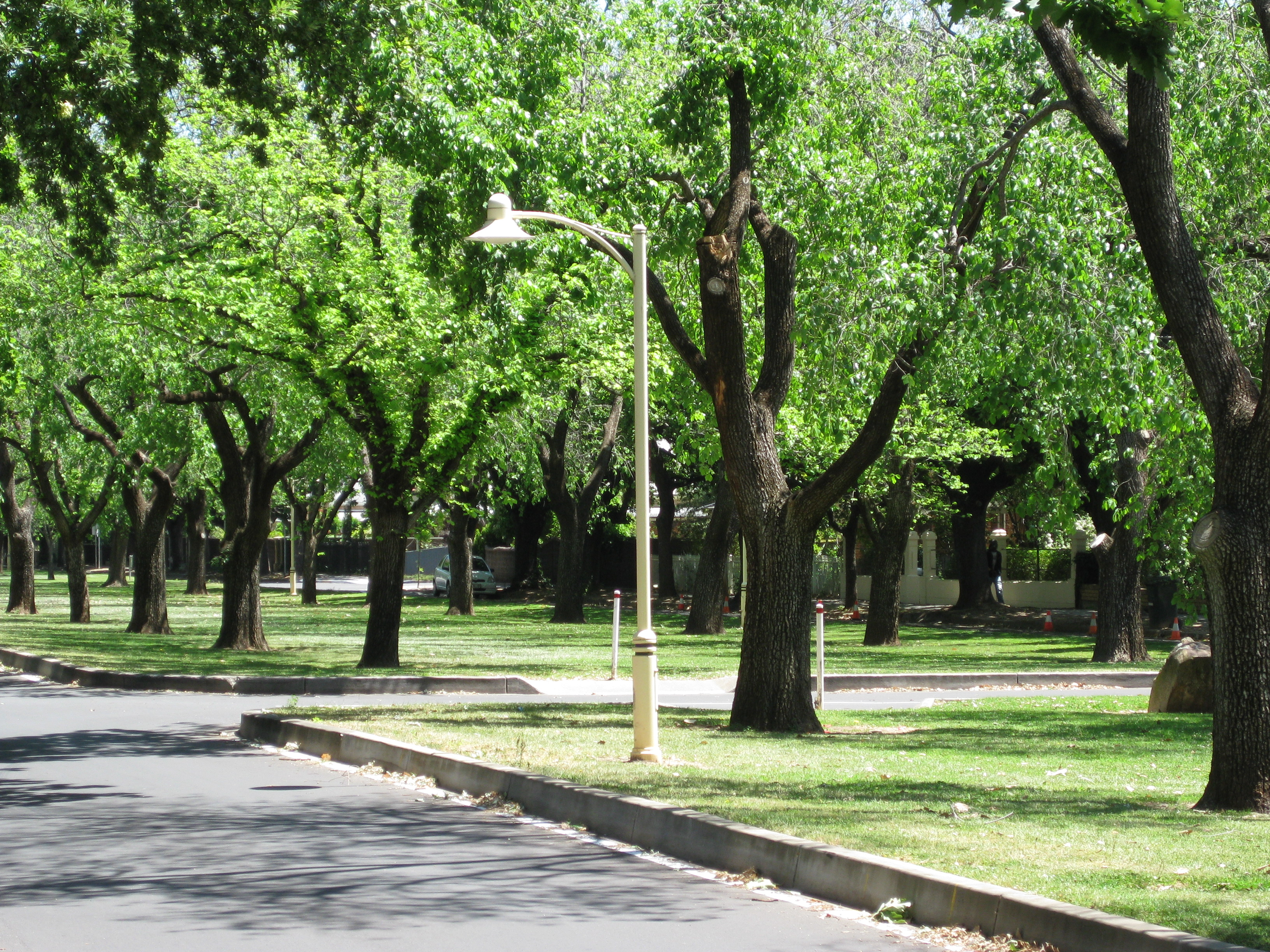
Александра-авеню, Парк троянд

У 1982 році поруч із залом ради був побудований громадський центр, який примикав до бібліотеки. У 1996 році весь міський комплекс було модернізовано разом із модернізацією плавального центру Бернсайду. Подальші оновлення відбулися в 2001 році, в результаті чого була сучасна бібліотека та громадський центр для мешканців.
У 1993 році Бернсайд розробив новий логотип ради, використовуючи зелений і фіолетовий кольори. Зелений символізував пишні парки та заповідники в Бернсайді, а фіолетовий — видатні дерева жакаранда.
Прилеглі на сході передмістя Аделаїда-Гіллз Скай і Аулдана були об'єднані в Бернсайд у 1999 році. Пивоварня Coopers переїхала з Лібрука в 2001 році до Рідженсі Парк. Колишнє приміщення Coopers було перетворено на пенсійне село.

## Подальше читання
- Burnside Heritage Survey (South Australia): Part 1: General Report (amended 1987) (PDF). Prepared for the Corporation of the City of Burnside and the State Heritage Branch of the Department of Environment and Planning by John Dallwitz and Alexandra Marsden of Heritage Investigations, Adelaide 1986.
- Burnside Street Names and their Origins. Burnside Historical Society. 2015. Also available on Burnside Council website. (Preface to 3rd edition says 1st edition 1989; 2nd edition 2000; Amendment 1 2004; 3rd edition 2015.)